# Borgsjö distrikt
Borgsjö distrikt är ett distrikt i Ånge kommun och Västernorrlands län. Distriktet ligger omkring Ånge i västra Medelpad. 

## Tidigare administrativ tillhörighet
Distriktet inrättades 2016 och utgörs av Borgsjö socken i Ånge kommun, där en del av området fram till 1971 utgjorde Ånge köping som utbrutits ur socknen.
Området motsvarar den omfattning Borgsjö församling hade 1999/2000.

## Tätorter och småorter
I Borgsjö distrikt finns två tätorter och sex småorter.

### Tätorter
- Alby
- Ånge

### Småorter
- Boltjärn
- Borgsjöbyn
- Erikslund
- Hallsta
- Ovansjö
- Östby och Ö